# Etruskische Twaalfstedenbond

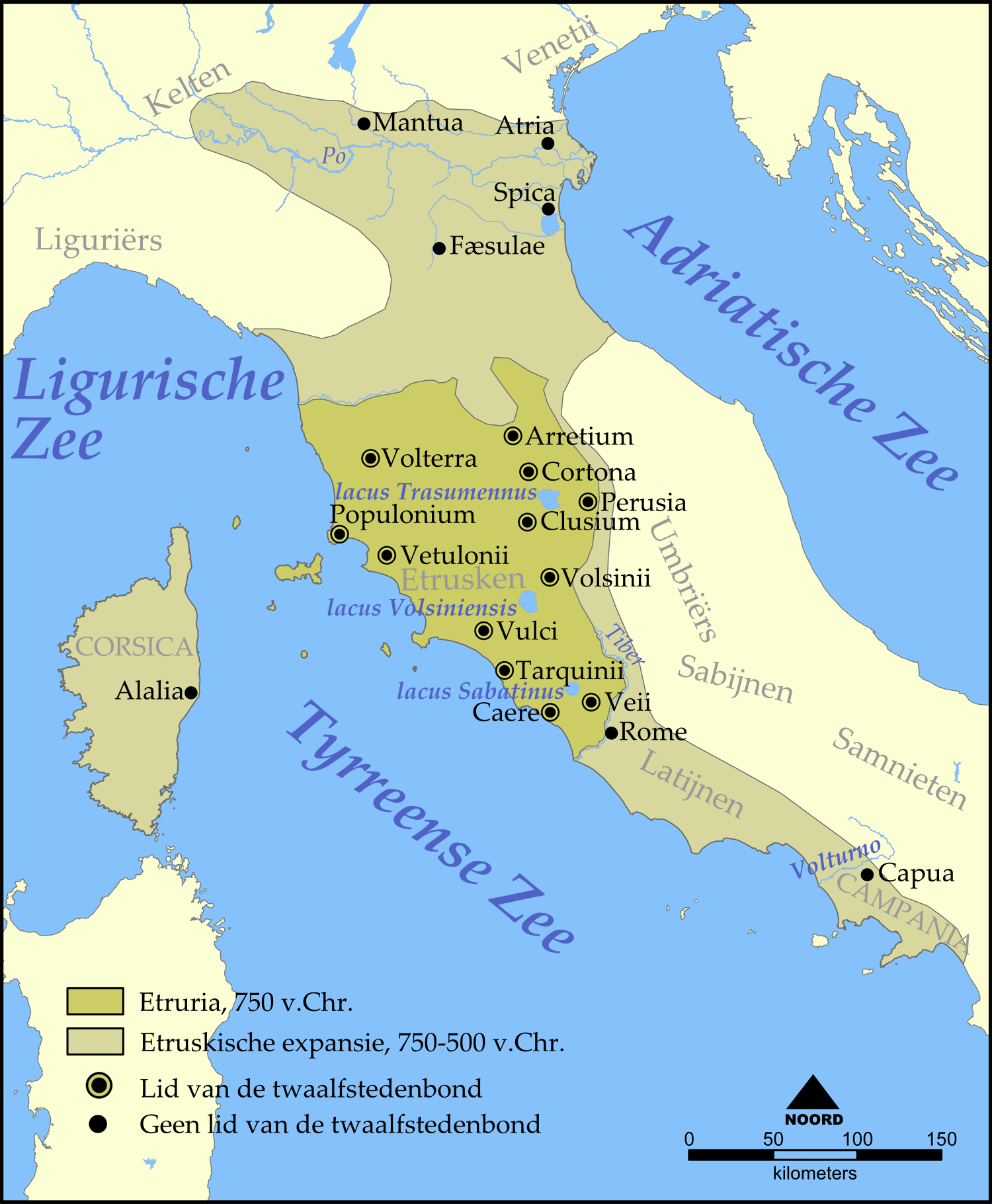
Etrurië en de Etruskische expansie (750-500 v.Chr.)

De Etruskische Twaalfstedenbond, ook wel Dodekapolis genoemd, was een politieke bond van een aantal (twaalf, volgens de traditie) belangrijke Etruskische autonome steden. Een keer per jaar kwamen de besturen van de steden in een grote vergadering bijeen (concilium Etruriae) bij het beroemde Fanum Voltumnae, het heiligdom van Voltumna dat volgens Livius nabij Volsinii (zeer waarschijnlijk het huidige Orvieto) moet hebben gelegen. Uit hun midden werd een nieuwe tijdelijke leider van de bond gekozen, die de titel zilaθ meχl rasnal (vermoedelijk equivalent aan het Latijnse praetor Etruriae) kreeg.  
Samenstelling van de Twaalfstedenbond (deze veranderde in de loop der tijd nog weleens): 
| Etruskische naam (getranscribeerd) | Latijnse naam | Huidige naam |
| ---------------------------------- | ------------- | ------------ |
|                                    | Arretium      | Arezzo       |
| *C(a)isra                          | Caere         | Cerveteri    |
| Clevsin- / Camars                  | Clusium       | Chiusi       |
| Curtun                             | Cortona       | Cortona      |
| Perusna                            | Perusia       | Perugia      |
| Pupluna / Fufluna                  | Populonium    | Populonia    |
| *Tarχ(u)na                         | Tarquinii     | Tarquinia    |
| Vatluna                            | Vetulonia     | Vetulonia    |
| Vei-                               | Veii          | Veio         |
| *Velχa                             | Vulci         | Vulci        |
| *Velzna                            | Volsinii      | Orvieto      |
| Vi(p)sul                           | Faesulae      | Fiesole      |